# 二龍村龍舟競渡
礁溪二龍競渡，又稱二龍村扒龍船或二龍競渡，是臺灣宜蘭縣礁溪鄉二龍村轄下的上庄淇武蘭以及下庄洲仔尾共同的傳統祭港普度祈福活動，祈求來年風調雨順、國泰民安。
活動當天上下庄當值爐主，於清晨舉行絞船、勒肚、龍舟迎神、點睛、祭港、下水、遊港獻紙頭、下午龍舟競渡、晚上謝神龍船戲。村民清晨則會祭拜神明、祖先、犒軍、祭港、宴請賓客（現在已改無）。是動員全村男女的傳統民俗活動。
早上祭港完成後，下午才會開始競渡，這個傳統民俗活動，由漢人聚落隨俗舉行後，至少已有二百二十多年歷史，初期舉行的日期並不固定，直至1967年開始，龍舟競渡活動更改在端午節舉辦。
二龍競渡傳統上沒有發令員、計時員與裁判，不鳴槍只引鑼，沒有固定起點只有約當起點，雙方選手們，採跪姿划船，認為齊位、旗鼓相當時就引鑼出發，若有一方未引鑼，便需重新開始；行進中若有一方覺得起步慢，不公平而不引鑼或沒有信心勝利而不引鑼，就算對手已經划船到終點拿到鎮港標，也不算贏。只要有一方認為對方違規，競賽就得重來，勝負由觀眾和選手自行認定。亦由於這些特色，常被人稱為「君子之爭」。
由於該活動的特殊性，2001年獲交通部觀光局列為「十二項大型地方節慶活動」。2006年獲宜蘭縣政府登錄為「宜蘭縣民俗文化資產」。

## 歷史沿革
二龍競渡，是發自二龍村全村，祈求來年平安順利的祭港普度信仰行為，活動當天上下庄當值爐主，於清晨舉行絞船、勒肚、龍舟迎神、點睛、祭港、下水、遊港獻紙頭、下午龍舟競渡、晚上謝神龍船戲。村民一早祭拜神明、祖先、犒軍完成後、待聽到龍船遊港打鑼會在家前擺案並且面對著淇武蘭港祭港、宴請賓客（吃平安、現已改無），祈求來年平安順利、風調雨順、五穀豐登、國泰民安。
礁溪鄉志指稱，漳州南靖林元旻等兄弟四人，早於乾隆四十一年（1776），由烏石港北邊的河流上溯，成功入墾二龍村淇武蘭，為漢人入墾蘭陽最早者。宜蘭縣礁溪鄉二龍村成為蘭陽漢人最早居住開發的地區。
淇武蘭開發 乾隆四十一年（1776），祖籍福建漳州府南靖縣船場鎮營頂庄，南靖船場林 希遜公十一世林元旻，名老，字有年；與弟林元火，名契，字心合；林元辨，名勳，字受田；林元道，名德，字克明，先入板橋，後遷宜蘭淇武蘭，林元旻四兄弟進入二龍村後尋二龍河邊峙高地點，與「番社」淇武蘭社為鄰，發現此處人煙稀少，土地廣大肥沃，水源充沛，有河川可使船隻載貨進出；陸地可築一條長堤環繞村庄聚落，在上下段架橋可通往其他村庄聚落，認為是最符合墾殖地區；於是以家族制度共同開墾，拓墾期間與噶瑪蘭族生活融洽且比吳沙開墾頭城早二十年。賴興於嘉慶三年(1798年)獨自一人從彰化到淇武蘭獵鹿為生，後來接家人到此定居開墾，之後祖籍福建漳州府平和縣五寨附鳳社后巷，和邑后巷林 子齊公十三世林應獅與兄弟攜眷與族人十户，從淡水移往淇武蘭開墾。不久又有林陽，從彰化移往淇武蘭開墾。

#### 洲仔尾開發
嘉慶三年(1798年），祖籍福建漳州府和平縣安厚鎮三徑，和邑龍峰頭林 隆公第十三世皇清待贈林硯（字翰友 顯考謚温文，地點 瓦厝底)攜五子，高、曲、蘭、管、賢，開墾洲仔尾十鄰、十一鄰區域，林硯…等隨吳沙入墾宜蘭，同宗族十二世林明盞為民壯城結首，目前洲仔尾與民壯城有龍峰頭林守護神神明會，供奉謝府元帥、五顯大帝，每年洲仔尾與民壯城爐主兩地輪值，已傳承二百二十餘年，其正堂弟於，嘉慶十一年(1806）十三世林勅（謚正直，地點 九房頭)攜五子，薦、平、陽、戊戌、秀，開墾洲仔尾十一鄰與更下游區域。後來有一叫林耳的人也從漳州平和縣移民至洲仔尾末端開墾。

#### 五股開發
塗萬、謝振老、邱角、李阿發、游東山等五人出資，同在地洲仔尾林共同開墾二龍河下游，取名五股。
水運 為當時最主要的運輸通道可通至武暖石板橋官道、壯圍、頭城烏石港、宜蘭河。
陸運 為南北向省道中山路與東西向二龍村主道路淇武蘭路是當時礁溪最早的對外連通道路。
礁溪二龍競渡的起源 現時不論是宜蘭官方文件還是大眾主流說法，都強調二龍競渡與噶瑪蘭平埔族的淵源，認為這可能是居住於淇武蘭、番割田的噶瑪蘭人聚落間生活兼具娛樂與運動功能的活動或以競渡方式驅逐水中精怪和祈福超渡溺死亡魂之儀式，目前則認為是噶瑪蘭人回到淇武蘭港，祭拜祖靈與河靈(河中鬼神)，舉辦Laligi海祭或補魚祭之活動。後來雖漢人入墾淇武蘭與洲仔尾(沙洲末端之地)混居，仍然延續著這個習俗。
由葛瑪蘭族海祭、阿美族捕魚祭之文獻，可得知有多項特徵與二龍競渡完全相同：
1. 春末夏初舉辦，時間並不固定。
2. 在河邊進行，族群有捕魚用具與船隻[19]。
3. 為男性的活動，女子不能參加祭典。
4. 祭拜祖先與河海中的靈。
5. 活動持續兩三天以上。
6. 外地族人均會返鄉祭拜河中的神靈（漢人來後稱為老大公），參與祭典，像村中的過年。
7. 慶典後宴客。

由以上特徵可知，二龍競渡與葛瑪蘭族Laligi海饗祭或補魚祭有非常大的相似性，反推亦可得知葛瑪蘭族在退往花東前在河邊即有Laligi海饗祭或補魚祭活動。
然而，有些人並不同意二龍競渡源自噶瑪蘭人的習俗，如曾任礁溪鄉公所秘書的林月昇在1992年時堅決否定二龍競渡源自噶瑪蘭人說，並認為過去福建南靖、龍溪一帶也曾盛行類似的競渡。他指出當地龍舟自清朝嘉慶元年開始，當時二龍河堤防尚未修築，每戶後院直通江邊，很多人一不小心就落水滅頂，為了防止此等慘劇一再發生，就仿照中原古風划龍舟避邪的習俗，在二龍河上划龍舟祭河神。亦有人根據兩庄龍船厝的對聯等文本強調的屈原傳說，認為二龍競渡與其他漢族地區一樣有著紀念屈原的意義。
亦有一說指現時二龍競渡的儀式與噶瑪蘭人的原始活動並未完全關連，此說認為雖然二龍競渡是噶瑪蘭人所遺留的農暇娛樂活動演進而來，但在漢人不斷移入的過程中加入了漢人的傳說和信仰，如屈原給楚王吃鹽的傳說與龍船公（龍頭公、龍王）鎮壓水域等，再由村民依照祖先留下來的歷史故事、道德觀念，口耳相傳，再結合環境生活的需要，演變為現時的獨特的龍舟競渡風俗。
據當地1921年出生，日治時期與國民政府交接時代時任的老村長林趖憶述其父林阿江青壯年時（十九世紀末至二十世紀初，即清末至日治時期初期約1885年）當時二龍競渡，最擅「押尾槳舵」者（舵手）為一名為ga mai的「老番」，亡故後由13鄰賴姓的「大箍萬」最擅。他印象中番社內多戶皆無後裔，多收養漢族。原本番人日本殖民後播遷本縣三星、頭城大溪與花蓮、瑞芳等地，到了太平洋戰爭後已經無「番仔」蹤影。但是，林趖聽上輩傳云：「番社港仔」(武暖河）週邊番社的葛瑪蘭人會沿淇武蘭港到烏石港去划船比賽，現今的烏石港是港嘴，而當時他們的划船地點是以往的大千戲院，現在則是頭城圖書館一帶，後來這條水道淤塞後，划船就轉移到打馬煙去。此說所持的論據是淇武蘭本為番社，後來才變成漢庄，在當地「番社港仔」西側曾住有連、潘兩姓的噶瑪蘭人，認為漢人入墾混居後仍然延續著噶瑪蘭人的這個習俗，再與漢人常見的端午節的賽龍舟結合，但主要仍是以祭祀淇武蘭港內被尊稱為神靈（老大公)與不幸溺斃往生的親友祖先為主，再加上當地人祖先與噶瑪蘭人間的豐收後閒暇遊戲為輔。其祭港供品規格同七月半，二龍村家家戶戶均會祭拜淇武蘭港裡的神靈，故二龍村一年有兩次祭祀普度，上下庄在比賽前均要村民或童男乘龍舟沿著各庄河道遊河祭祀，獻紙頭的地點主要為聚隂處與事故地點，故各庄地點會有所不同，而後才是傳統競渡，屈原是為林趖老村長改為端午節舉行後才加入一併紀念。祭港祭拜神靈（老大公)的精神與中港溪洗港(神明壓陣驅逐斬殺水鬼)完全不同，二龍村祭港祭拜神靈(老大公)的傳統中內含一點親情。 
註：依照當地文史工作者、同時為洲仔尾龍峰頭林氏族譜作者，林宏吉老師所述。子慕公、子齊公（后巷公）為兄弟，大用公之子。子慕公三世林日隆等於龍峰頭林隆公需加二世，可轉換子慕公世系。目前使用子慕公世系，有台中霧峰林。

## 舉行日期
早期的競渡主要是訂在第一期稻作「前青後黃」的時段，亦即約十餘天後即可收割的時間點上，實際日期並不固定，每年均要由兩庄庄民商討來決定。賽期早期傳統為期十二天。到日治時代晚期，日本人不鼓勵這樣的民俗活動(人文: 外地遊子此時都會回鄉祭港並為自己的聚落龍舟加油出力就像二龍村的過年，此般可以想像其團結性與向心力)，而且還是不定期在農忙前舉行，於是壓制活動舉辦，下令縮短比賽時間，活動就由十二天改為六天、四天而兩天。太平洋戰爭末期，宜蘭也成為盟軍轟炸的目標，龍舟競渡的活動也就停辦，戰後仍是兩天，龍舟競渡的活動又興起，繼續不定期於農暇時舉行兩天。
直到民國五十四年（1965）後才由時任的村長林趖，將活動再縮短為只在端午節舉行一天，他的理由有三點，第一在端午節要拜拜，祭港競渡活動也要拜拜，若將兩者合併，可以省下不少錢。第二是因為雖然端午節在農忙時期前，但熱鬧也只有一天，不會耽誤農事。第三是同時可以紀念屈原。而在活動改為一天的初期，仍沿古時方式進行，龍舟競渡分兩處進行，上午在上村，由上庄淇武蘭邀下庄洲仔尾在上游比賽，下午在下村，由下庄洲仔尾邀上庄淇武蘭在下游比賽，但林趖村長仍覺得不方便，於是在他的任內，改為目前的模式。
這樣的決定改變了二龍競渡原有早期慶祝豐收與祭港祭拜淇武蘭港內的神靈（老大公)的意義，而增加了紀念性的層面。二龍村龍舟競渡民俗活動因為時代背景加上宗教的滲入與台灣其他各地，只把龍舟比賽，當作一個節令運動，頂多僅代表一種習俗的應景玩意兒，的確是與眾不同，如此「君子之爭」，不以勝負輸贏為目的，並以兩岸的觀眾為裁判的方式，為台灣唯獨僅有的民俗活動，被譽為「全省最古老的龍舟競渡區」，也是至今唯一保有臺灣傳統競渡模式的地方，由於該活動的特殊性，2001年獲交通部觀光局列為「十二項大型地方節慶活動」。2006年礁溪二龍競渡獲宜蘭縣政府登錄為宜蘭縣定民俗，類別為節慶。2010年補登載保存團體名稱為宜蘭縣礁溪鄉二龍社區發展協會。2016年重新登錄文化資產名稱為民俗，名稱礁溪二龍競渡（保存團體：宜蘭縣礁溪鄉二龍社區發展協會）。

## 龍舟
早期宜蘭水運相當發達，二龍競渡所用的龍舟，駁仔「紅頭仔」是當時內陸河流運載貨物的船隻，並不是二龍村獨有，可是隨著時代的改變，原本使用駁仔作為龍舟的賽事，逐漸被有龍頭的龍舟所取代，只剩下二龍競渡使用，反而成為地方特色。

### 來源
清朝時期龍舟賽所使用的船隻是他處租賃而來，並非二龍村所有，最早是俗稱「渡船仔」（渡船）、「貨船仔」（貨船）或「駁仔」（駁船）的船隻，以黑色為主，船頭部分漆成紅色，故又稱「紅頭仔」，即紅頭船。渡船變成龍舟之前需經過村民與專業師傅進行船體的強化（綁枷車索）和美化（彩繪）工作。在二十世紀初，需至二結、濱海的塭底等處租賃船隻。之後才由兩庄各自收緣金至宜蘭市的金六結、東門口還有鄰近的車路頭等處聘請木匠前來「釘船」。
據林趖所述，1920年代兩庄已各有專屬的龍舟一艘，並於1960、1965年左右各自購置新船替換，但是1980年因縣長盃吵架停止傳統競渡  ，1980年端午後淇武蘭與1981年端午後洲仔尾分別各自購買ㄧ艘龍舟。1981年上庄用新船，下庄到壯圍先租借一艘龍舟，分別在上下游自行競渡，目前兩庄各有兩艘龍舟，前鄉長黃太平表示，礁溪鄉公所為擴大參與面，特別於2004年向體育委員會爭取經費購置二艘龍舟，供一般民眾體驗使用與原有祭典用龍舟作為區隔分別，2005年鄉公所訂購之兩艘長度、重量樣式相同坐式非競渡用龍舟製作完成到貨贈送二龍村，體驗船由二龍社區發展協會管理。2014年鄉公所編列預算訂購東港兩艘長度、重量樣式相同競渡用龍舟贈送二龍村，由二龍社區發展協會管理。2020年端午淇武蘭為其兩艘龍舟舉辦慶祝(1960年製)60、(1980年製)40週年慶，時年洲仔尾(1965年製)55週年，(1982年製)38週年。由於二龍競渡之龍舟有迎神、點睛、祭港、下水、遊港獻紙頭儀式、龍舟競渡且競渡後取得之「鎮港標」有平安順利的象徵，若外來勢力強勢指揮舉辦一般龍舟賽，實有違於傳統信仰，取得「鎮港標」又有何用，當初製作女性坐式非競渡用龍舟實在離譜之極與傳統祭祀儀式完全無關，甚至破壞傳統儀式，致罵聲連連，目前此坐式非競渡用龍舟用於遊客體驗。

### 規格及造型
在二十世紀初，二龍競渡所用的龍舟長約8.2公尺，寬約1.8至2.4公尺，深約1公尺左右，載重範圍在三千台斤上下。1930年代開始則使用「長三丈餘，寬約四尺餘，高約二尺餘」，較長較窄、吃水較淺的龍舟。現今所用者是以台灣紅檜木製造，規格長10公尺、寬2.7公尺，較以往的陳述者略大。由於龍舟寬體較重，操舟也就比划一般龍舟更加辛苦。船身中央用枕木龍骨與枷車索（藤索）綁緊，讓船體具有彈性與延展性和保護船體，運行時可顯出張力十足，大大的增加競渡的可看性。

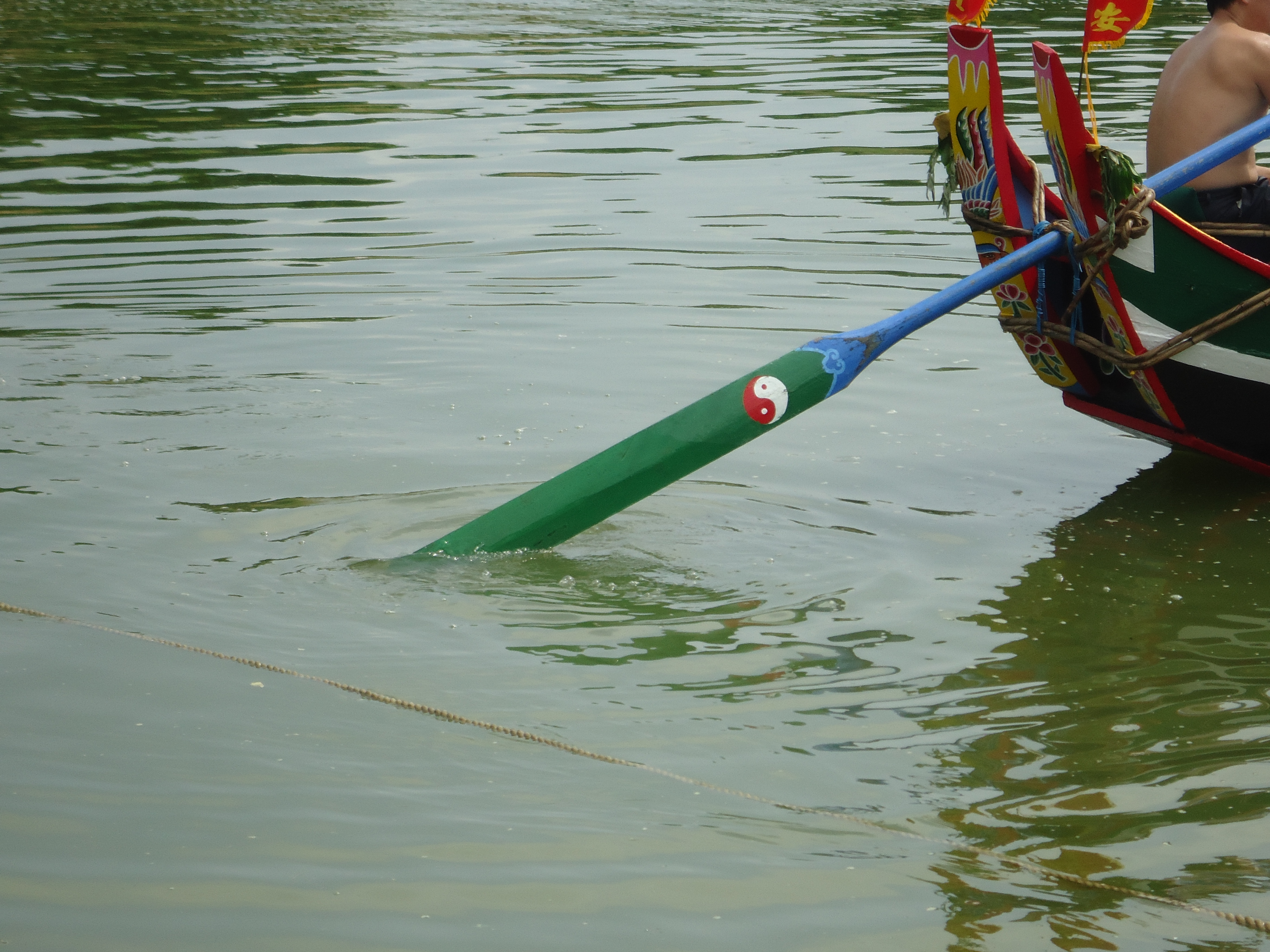
二龍村龍舟競渡淇武蘭龍舟尾舵

龍舟的造型與其他地區常見的不同，沒有龍的具像造形及龍型雕刻，也就是沒有一般龍舟那樣的龍頭，而是平板船首再繪上龍頭圖案（亦有說是麒麟)。這種設計可以讓奪標手把身體盡情向前延伸以利奪標。船身、船槳都有避煞招祥的雙龍、麒麟、葫蘆及逆太極圖彩繪，用以驅趕水鬼，趨吉避凶以及驅除災荒、瘟疫，逆太極圖陰陽魚圖案位置的不同也可以區別上庄淇武蘭與下庄洲仔尾二庄的船。上庄的陽極在上，槳為綠色，下庄的陰極在上，槳為紅色。船身龍彩繪的顏色，上庄偏黃綠、下庄偏天空藍壁壘分明，爭奇鬥艷，互不相讓。而將龍舟彩繪是洲仔尾先依據廟宇規格請師傅前來繪畫，而後淇武蘭才跟進。龍尾採燕尾式往上翹起，有如中國傳統建築之屋簷，兩邊各插有「風調雨順」與「國泰民安」之尾旗(尾後送)。尾舵超過3米半，不只可控制方向，也可藉尚尾背(甩押尾槳 舵)增進船速與節奏，提振士氣。

## 龍舟塢
兩庄的專用龍舟平時置於“龍船厝”（龍舟塢）內細心維護，兩庄的「龍舟厝」屋款相似，也嵌有著同樣的對聯。在1930年代，龍船厝是以竹木材料為楹柱，蓋以茅草的簡單構築物。每逢初一、十五，爐主要來此點燭燒香，這是由於早年二龍村並無廟祠，是以村人敬龍船厝、龍舟就有如是敬膜神祇。兩庄的龍船厝都曾搬遷，上庒之舊龍船厝，位於即第7鄰平和賴氏三房的三合院正前方，即「三角公園」處。後來在1970年代後期，該龍船厝遭颱風損毀，龍舟就暫時寄存在第8鄰賴氏二房三合院東北角空廂房。1981年就地重建。原本洲仔尾的龍船厝是在今天下九房大埕，即端午搭紅壇奉祀神明、演戲之處。為同一次大颱風摧毀，龍舟被吹到13鄰林氏宅與賴氏宅交界處，為竹木所擋才未被吹走，但頭尾俱受損。日後即就地重建，現今龍船厝是1985年所翻新重建。目前兩庄的龍船厝俱為鋼筋水泥所建。

## 事前準備
二龍競渡祭典、節目、搭棚…等事宜均由爐主與龍船會議決議。

### 龍船會
從前競渡日子不定，由兩庄協議確定時日。自從競渡固定於端午節舉行後，每年農曆四月就會由村長出面邀請上下莊爐主、年長耆老、士紳等，開龍船會，共同商議有關競渡事宜、鎮港標製作、河道疏濬、插內外水道竹竿木樁標記、碼頭…等工作，會後各鄰長拿龍舟緣金簿到各戶依人口徵收丁口錢，收緣金一戶人家，以人為單位，一位100元，爐主擔任鄰長輪流，造新龍舟時，有時也依田地大小徵收田甲錢。

### 訂定競渡時間、地點、宴客時間
日治時期前競渡有十二天，地點依照主客場，上庄淇武蘭河道，下庄洲仔尾河道輪流各一日共十二日，最後2天晚上宴客；日治時期後縮短為六天，地點依照主客場，淇武蘭河道，洲仔尾河道各輪流一日共六日，最後2天晚上宴客；日治時期間再縮短為四天，地點依照主客場，淇武蘭河道，洲仔尾河道各輪流一日共四日，最後2天晚上宴客；太平洋戰爭後期民國前期再縮短為二天，地點依照主客場，淇武蘭河道，洲仔尾河道各輪流一日共二日，2天晚上都宴客；民國54年時任村長的林趖將活動再縮短為只在端午節舉行一天，地點依照主客場，單數年早上淇武蘭河道，下午洲仔尾河道，雙數年早上在洲仔尾河道，下午在淇武蘭河道。但仍感覺不方便，才改為固定下午在目前競渡位置，維持傳統主客場制並由客隊先選賽道，中午宴客。民國82年前後政府推廣節約不鋪張，慶典作醮不宴客，各地紛紛響應，包含二龍村於當年開始即取消端午宴客傳統。

### 龍舟修整與整修期禁忌
當競渡時間確定後，由庄中青壯男丁將龍舟扛出修整，淇武蘭將龍舟安置在龍船厝前，洲仔尾將龍舟安置在玉龍橋下，放在粗糠袋或輪胎上修補及彩繪。古早以前是以古法桐油攪拌色粉彩繪，現在使用鮮豔油漆，淇武蘭龍舟龍色調偏綠色，洲仔尾龍舟龍色調偏藍色。即使只是補漆也得小心翼翼，圖樣才不會走樣，因此光補漆就要四五天。在彩繪龍舟時，家中若有喪事就不能參與，補漆時不能亂說話，女性不可爬上龍舟以免觸犯禁忌。當競渡時間確定後，村內開始分立淇武蘭、洲仔尾村民不輕易踏入對方的地盤，尤其是停放龍舟的地方，免的被誤會要去刺探軍情。

### 龍舟整備（絞船、勒肚、架尾舵、插順風旗、插艾草榕樹枝古阿紙）
在端午節當日一大早，進行龍舟整備工作，主要有絞船、勒肚、架尾舵、插順風旗、插艾草榕樹枝古阿紙…等。而「絞船」、「勒肚」兩個過程，上庄於競渡前一日傍晚開始這兩個過程，洲仔尾則於當日一早辦理。
「絞船」由木龍骨、枷車索（藤索）、絞子（木棒）組成，是將龍舟的船頭、船尾以直徑3-4公分、長度10公尺以上的藤索固定，將一根木龍骨從頭至尾綑牢在船身中心，將船頭、船尾兩端拉緊，使龍舟在水中行進時撥槳保持平衡和使龍舟首尾兩端吃水不至過深。
「勒肚」則是避免絞船後，船身會凹折大肚子，每間隔80公分，左右兩側用電線或鋼索絞緊船肋與龍骨，藉以拉緊船身 使船身更紮實，並使船頭船尾上翹，降低水阻。
「架尾舵」將尾舵（又稱尾桮、尾背、尾扒、尾槳）用枷車索（藤索）固定在船尾，尾舵長3米半，競渡時可控制船的方向，這是槓桿原理的應用，架設尾舵的支點高低、枷車索（藤索）粗細，攸關尾舵尚尾背技巧，划不划的到水，需要很有經驗的耆老協助架設。
「插順風旗」船尾插兩面順風旗（尾後送）祈福，有左右順序，從正面船頭往船尾看，右插「風調雨順」、左插 「國泰民安」。順風旗常有人求，當地人認為順風旗可以保佑牲畜，特別強調得先插「風調雨順」旗。
「插艾草榕樹枝古阿紙」請長者於船頭、船尾，四邊綁插艾草、榕樹枝和俗稱「古阿紙」的紙錢趨吉避凶。

### 龍舟祭典
完成整備工作後於吉時開始龍舟祭典，內容主要有龍舟迎神、點晴、淨香、祭港…等科儀，上下庄祭典順序與方式，稍有所不同。
「淇武蘭龍舟祭典」
迎神：清晨吉時祭典爐主或長者主持三柱清香，到淇武蘭港龍船落崎處迎神，面向淇武蘭港，請河裡的龍神老大公附船身，回到龍舟擺案處帶領男丁每人獻上一柱香祭拜龍舟，祈求來年風調雨順、國泰民安，龍舟祭品同村民祭港。
淨香：男丁持淨香，船頭船尾繞一圈，潔淨龍舟。
點睛：爐主或長者主持龍舟點睛。上述完成後在龍船落崎下水處燒大量巾衣、小銀、刈金。
「洲仔尾龍舟祭典」
迎神：清晨吉時祭典爐主或長者，到龍舟擺案處帶領男丁每人獻上一柱香，祭拜龍舟（龍船公、龍船婆）與觀禮神明，祈求祭典平安順利。龍舟祭品需準備5果牲禮粽與少量巾衣、小銀、刈金，觀禮神明祭品需準備桃李水果、四色金。
淨香：男丁持淨香，船頭船尾繞一圈，潔淨龍舟。
點睛：爐主或長者主持龍舟點睛。上述完成後在稻埕擺案處旁燒小量四色金、巾衣、小銀、刈金。
祭港：爐主或長者，到洲仔尾龍船落崎處擺案處，帶領男丁每人獻上一柱香祭拜河裡的神靈(老大公)，祈求來年風調雨順、國泰民安。祭品同村民祭港，果牲禮粽飲料，養生奶、麵包、運動飲料。祭港後祭品，部分有搭配遊港早餐與運動所需。上述完成後在龍船落崎下水處燒大量巾衣、小銀、刈金。
「祭典禁忌」古禮傳統上家中有喪事以及女性都被列為禁忌者，不得參與二龍競渡，婦女更連觸摸龍舟也不可以。為了更求潔淨龍舟，避免間接接觸喪事尚未脫孝者與家中仍有「月內房」者等帶晦氣者的人影響競渡，上下庄祭典當日均會以淨香潔淨龍舟。
備註1
洲仔尾祭拜龍舟（龍船公、龍船婆），1986年黃麗雲調查時把此段過程稱為「迎龍神），而林趖的說法是龍船公居船頭，龍船婆居船尾。
備註2
洲仔尾由爐主決定祭典當日是否邀請洲仔尾古公三王(防番之神)、協天廟關聖帝君、六結鐵支路下土地公、玉田村慈天宮媽祖、謝府元帥（龍峰頭林守護神）、五顯大帝（龍峰頭林守護神）...等神明前來觀禮需為單數或請洲仔尾金獅團助陣。若有邀請神明，需先去迎請觀禮神明。神明壇貼紅紙 （左）神安人安合境平安、（右）天泰地泰三陽開泰 （中 垂直寫）合境平安。端午當日清晨一早，神明先上三柱香，以示敬意（2022年疫情，洲仔尾爐主決議，不邀請觀禮神明）。
備註3
點睛，以前無此禮儀，這是縣長杯與鄉公所辦比賽後才有的儀式，點眼儀式是要留給長官活動的節目。

### 下水
吉時一到就要進行龍舟下水儀式，龍舟經過最後整理裝飾，會在么喝聲中，被扛到「龍船落崎」（或稱「龍船路頭」，即下水處），沿途鳴炮，敲鑼打鼓。下水前會敲鑼，下達，進進進，指示庄民扛著龍舟下水。傳統上在開始鳴鑼、龍舟下水的一刻，村民才開始在河岸邊或門口盡量對著淇武蘭港各自擺設四果、牲禮、菜碗、巾衣、小銀、刈金等焚香祭港祭拜河裡神靈(老大公)。

### 遊港獻紙頭
龍舟下水後就進行「獻紙頭」儀式，淇武蘭的船划往「三民村」方向，洲仔尾的船則往「時潮村」方向，沿途灑紙頭於水面，尤其是在橋樑下、河流的分岔處、河洞口等，二龍村民稱為「遊港」。兩庄的「紙頭」是用十二張，「巾衣」包裹「小銀」，逢閏年則用十三張，代表河裡的神靈(老大公)每月都有衣衫可供更換，約準備25個「紙頭」以上（如2023年閏二月，就用十三張巾衣，包裹二支小銀）。他們會到曾發生事故之處，把紙頭往上用力拋擲，讓巾衣、小銀飛散飄至水面，祈求河裡的神靈(老大公)保佑他們平安，亦是祭祀歷來發生溺水事故的死難者。兩庄對曾發生事故的地點有不同的認知，上庄域水道內主要獻紙頭地點：國道五號橋為界，上游淇武蘭港水道，不含「番社港仔」與「截灣取直港仔」，二龍橋下、林庚土住宅前、淇武蘭橋下、二龍村路標水門前；洲仔尾的獻紙頭地點則有：國道五號橋為界，下游水道含支流「番社港仔」鴨篙溝與港仔尾、太陽宮正對面的「塭仔溝」注入淇武蘭港的港嘴閘門處（即活動中心對岸）、曾出事的11鄰涵孔閘門處。以往獻紙頭是兩庄各自擇時下水後在各自水域進行，先燃放鞭炮，於各庄認知的地點獻紙頭，後返航回龍船落崎下水處。

### 邀請
獻紙頭後，雙方則開始互相邀請。兩庄有隔年輪值之例(主客之別，往例客方可要求增加競渡場次或停賽返回，優先挑選河道)，值年庄返回龍船落崎後要划至另一庄龍船落崎處不斷鳴鑼表示邀請；另一庄則斟酌對方去年的表現來選擇爽快鳴鑼答應或慢慢吞吞鳴鑼予以怠慢甚至刁難，再前往值年庄水域比賽（單數年 主淇武蘭，客洲仔尾；雙數年 主洲仔尾，客淇武蘭，範例民國112年（2023）主洲仔尾，客淇武蘭，洲仔尾要去邀船，淇武蘭先選賽道開港路）。

### 插旗
競渡前要先插旗，該旗稱為「鎮港標」，是雙方龍舟所要奪取的終點旗。二龍村的插旗由主場一方來自行安插，插旗手往往會把旗插斜插。不論哪方船頭先到終點，先奪旗的一方都被視為勝方，「鎮港標」若一支向起點，一支向終點外，兩隊的奪標距離無形中就可能相差到將近一公尺所以從插旗手所插的標旗方向往往就能看出兩隊可能的勝負。但插旗手不一定會將標旗插成有利於己隊的位置，也可能顧及雙方的情誼、面子存心相讓，而每場約賽五趟（單數）的習慣也是基於這樣可以給客隊多一次選擇容易勝出的水道的機會。頭趟旗會掛上獻給河裡的神靈(老大公)的用品，包括香菸一整條、毛巾、摺扇、蜜粉(椪粉)、鏡子、梳子，這些用品實際上會歸搶到旗子的一方享用。

## 競渡

### 開港路
主隊讓客隊優先選水道，客隊選完水道後，回到競渡起點，敲鑼點燃長串鞭炮，一路划向終點，搶旗手邊敲鑼一路向空中獻紙頭(一份)；主隊在另一水道也同樣進行敲鑼、燃炮、獻紙頭(一份)，潔淨賽道，祈求人員平安。

### 開始和行進
扒龍船縮短為端午節當天舉行一天後，當地的傳統二龍競渡改在午後比賽，參賽龍船只有上庄淇武蘭與下庄洲仔尾二艄龍船，兩庄各自召集人馬，以車輪戰方式上場，庄民可輪流上場，兩庄各出一艄龍船，船上划手20人，另舵手、鑼手各一個，共22個人，沒有規定船上人數，選手都是赤膊上陣的男性，實際比拼上下庄團結性與男丁的多寡。
二龍競渡沒有絕對起點，村民在競渡水道上游處約40公尺處立下竹竿木樁，作為大約起點標，不同於一般龍舟賽在起點等待鳴槍宣佈比賽開始，二龍競渡不設裁判，也沒有發令員、計時員，比賽上需要鬥智鬥力，鑼手要在對我方龍船有利的情況下誘使對方龍船也敲鑼（引鑼），待雙方龍船都敲鑼後，才認定比賽開始。
首先雙方龍船划船到大約起點等待，兩艘龍船會同時往前划船一段水道試探對手，鑼手依照自己方船隻的位置，預測能不能贏，來決定是否敲鑼，可能二艄龍船都沒有敲鑼或只有一艄龍船敲鑼，比賽就得重新開始，先退回起點的龍船已經開始划漿往前衝，後退回起點的龍船還有後退的慣性，一進ㄧ退之間，先退回起點的龍船就佔了上風開始敲鑼，先敲鑼的龍船表達出主動邀請另一艘龍船開始比賽，而另一艘龍船不想吃虧而不敲鑼，比賽又得回到起點，行進中若有一方覺得起步慢，不公平遲遲不敲鑼，就算對手已經划龍船到終點奪標，也不算贏，雙方可能依此例數度往返，其間彼此間甚至可能嬉鬧，但其實是在彼此設法耗盡對方體力。雖是沒有絕對起點方式前進比賽，但只要有一方認為不公平或認為勝算不大，可以不敲鑼重來，直到認定己方較有勝算，方才呼應對方龍船敲鑼，真正拼搏努力划向終點奪標。有時須來回五、六趟雙方才能正式開始比賽，划個十趟、八趟也很平常，有時甚至進行了一個小時卻連一趟都沒有划完，增加比賽的可看性，直到比賽的最後一刻都是難分軒輊，吊足了觀眾的胃口。2007年端午頭趟競渡在往返七次後才真正開始，2017年頭趟競渡更往返十五次，耗時一小時半雙方才敲鑼，過程中鬥智鬥力，是近十年中最精采的一場。由於內外側水道流速不同，兩船身要對抗不同流速的水流，很難將船身對齊，加上誰都不想輸，因此兩條龍一前一後的情形會不斷上演，有如跳探戈那樣。雙方龍船划到一半都覺得會贏，兩艘龍船都敲鑼了，槳手就一定得豁出去划船，直到奪標。此時若停止敲鑼，便是輸不起，也是在鄉親父老面前丟臉。競渡時只敲鑼不打鼓，但龍船上的超大尾舵可以讓舵手藉尚尾背(甩押尾槳 舵)增進船速與節奏，提振士氣。選手划槳時採跪姿，而非其他龍舟競賽常見的坐姿。二十位操槳手每人臉孔一致朝外，跪在「粗糠(稻殼)包」上，均以膝蓋拱抵船身，轉體划船，大拇指端朝下握槳，腰力帶動船槳與一般坐姿划船大不相同，耗損體力絕非一般坐姿槳手可與之比擬。
備註：二龍競渡沒有絕對起點，只有大約起點，大約起點以當年度爐主、龍船會決議為主，若約定裝大索、尾索，則以大索為大約起點位置，若沒有裝大索，則到大概約定起點位置等待；當年度若約定在第三支竹竿裝彩球，則划到彩球前即要決定，是否引鑼競賽，避免划快到終點才要引鑼競賽狀況，也避免過度耗費選手體力。

### 特殊戰術
由於二龍競渡規則的特殊性，他們划龍舟的技巧不僅限於出發，還有一些特殊的戰術。
揪尾索技巧1:

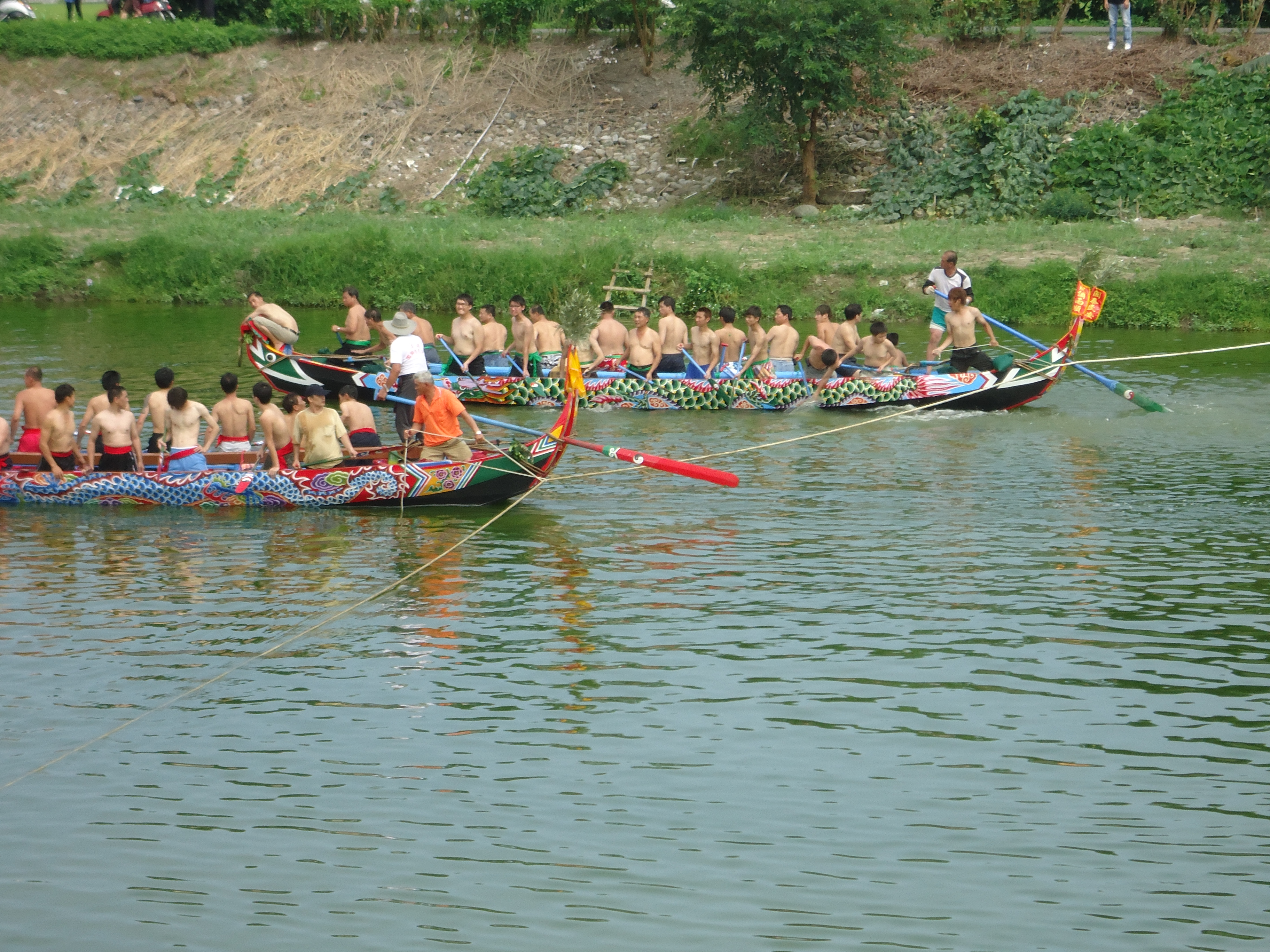
二龍競渡船尾大索

一般龍舟賽要求兩艘龍舟在水面上船頭對齊，聞號令後開始划出，但二龍競渡沒有絕對起點，當有大索、尾索時，還是遵循著這個原則，只是看起來像是「船尾對齊」，這是因為這時起點有一條粗直徑6公分、橫跨兩岸、被稱為「大索」的麻繩，兩艘龍舟的尾端都有一條約直徑1公分、長15公尺，被稱為「尾索」的麻繩，一端綑牢龍舟尾部，另一端由左舷最後一位選手(尾搖)執握。船至起點時尾搖執尾索勾住大索，本意是使等待競賽的龍舟不被水流帶走，原理是先綁住船，船被水流帶動加上人員往前持續奮力划動，由於船被綁住，若此時趁機放尾索，船會有突然往前的力道。如此一來，對方的船身就算已划出三、四公尺，甚至一整個船身時，只要左舷最後一位槳手看準時機將尾索一放，船便如箭射出那樣超越對方；然後他才會趕緊收繩。若此時他認為大有贏面，右手馬上會拿起粗6公分的圓木敲擊船身，發出「孔」似鼓般的聲響(催尾櫃)配合鑼聲「鏘」，現場「孔鏘」聲不斷，鼓舞其他槳手奮勇向前，獲勝的希望也就高了。
揪尾索技巧2:
這是一種「揪尾索」反制技巧，要由有經驗智謀者擔任。當龍舟數度返回至起點線，舟身加尾舵去撞起航大索，當自己的舟身被大繩反彈衝出，而對方正實施揪尾索技巧1時，對方的龍舟就會順著大繩被撞擊後挫力被往後拉，失去先機。這兩種戰術都是由兩隊的左舷最後一位槳手(尾搖)抉擇，所以要由有經驗智謀者擔任。
二龍競渡的「搶旗仔」（奪標手）不但是最後關鍵勝敗的決定者，還是研判競爭的首腦人物。比賽開始時，他面向船尾觀看雙方情況，當看見己方未奪得先機時，他就會立即阻止前進，直到他判斷此度出發可能獲勝，才會準備鳴鑼開啟賽事。到終點前，他也要趕快搶旗，因為儘管龍舟先到，搶旗卻慢了一步，也會功敗垂成。
舵手的操作技術也會影響勝負，若是操作不熟稔，船身一定歪斜，不只輸了比賽，不甚者還會落水，2015年還發生舵手落水，兩船船隻撞壞，不歡而散事件。舵手通常是庄裡的老手，對槳手的替換具有舉足輕重的決定權，因為誰划的不賣力唯有他看得一清二楚。
雙方在競渡過程中經過多次鬥智、鬥力，考驗社區的團結，就形成外行看不懂，內行樂在其中的二龍村龍舟賽。
尚尾背(甩押尾槳 舵):
競渡用的尾舵約3米半，是龍舟的舵，用來控制方向，二龍競渡舵手，將舵下到水中，再應用槓桿原理下壓槳柄，使尾舵面產生划船推力並將船頭抬起，需要很大力量，船速快時厲害的舵手使用尚尾背，讓船頭抬升，船會跳起來，可增進船速並控制節奏，提升此船士氣，對比賽影響很大。

### 奪標與勝負
競渡雙方以先拿下終點處象徵祈求平安、風調雨順、國泰民安的鎮港標的一方為勝方，首趟為最重要的一戰，而且雙方都有一份完全相同的獎品。雖然比賽有輸贏，但由於未設裁判，也沒有人在計勝差，勝負全憑觀眾與兩隊隊員自行認定，奪旗的先後也常有爭議。

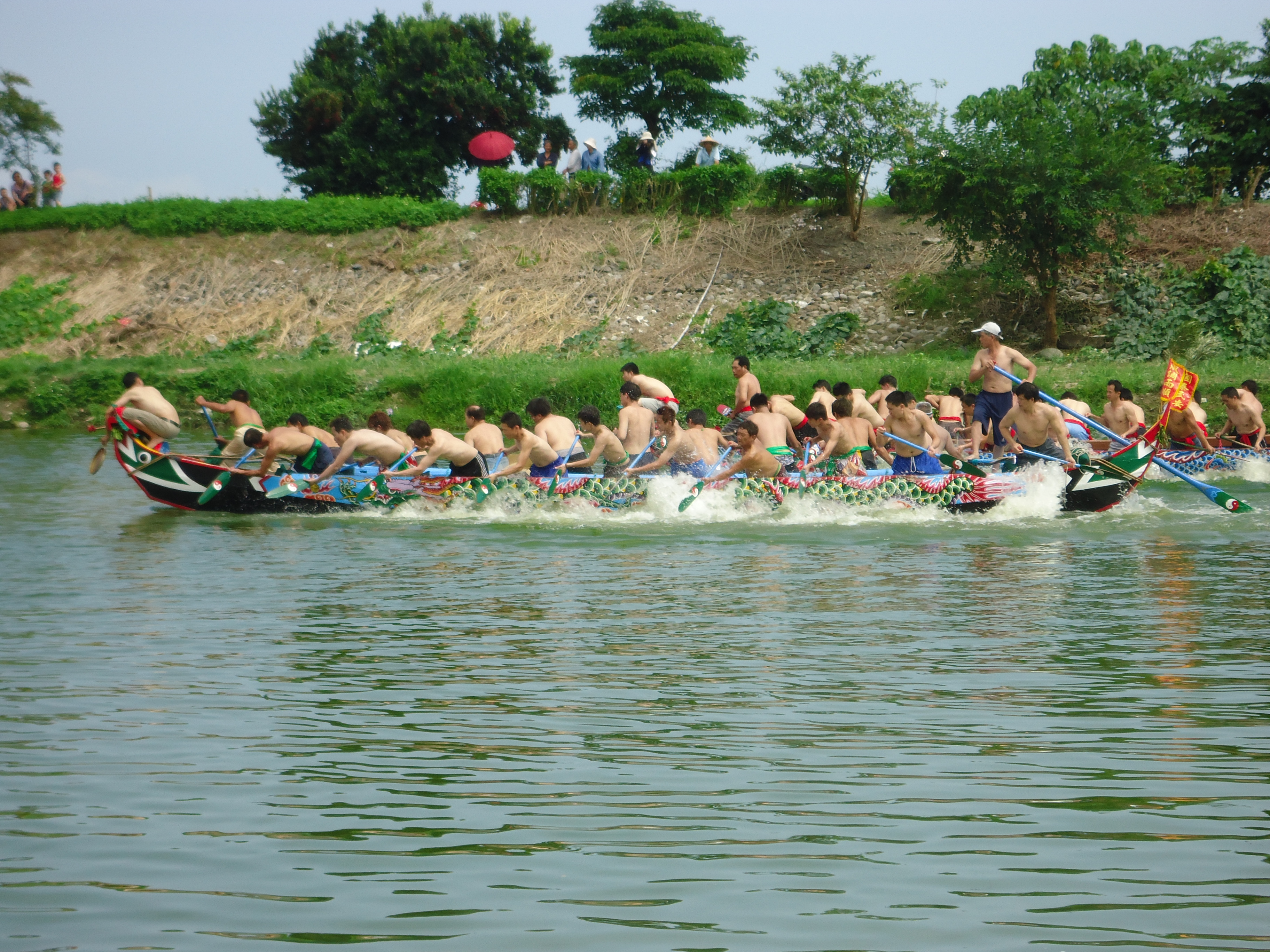
二龍競渡

賽後誰也不服輸，雙方人馬靠岸換手，繼續競渡，一直到日落西山，此時大家均已曬傷了背膀，最後在以兩隊勝負的次數多寡決定輸贏。但形式上的勝負並沒有影響村民對競渡習俗的執著，無人願意服輸，所以雙方嗆聲相約來年再拼。無論結果如何，都只能說誰贏，忌諱講誰輸，因為沒人能忍受這樣恥辱。以前輸的庄頭經過贏家庄頭，都要繞田埂走避，前往礁溪街上，因為面子掛不住，戰況激烈的那幾年，甚至兩莊都不通婚不聯姻，可見劍拔弩張的程度。競渡也曾因此一度中斷，後終因世交之篤與歷史傳承，兩莊復又重掌船槳，熱鬧開鑼。
不論是上庄先馳或是洲仔尾後到，對二庄的人來說，從以前到現在，都是沒有輸贏的比賽，以前如此，現在亦是。兩庄宛如唇齒相依，並且認為年年能在二龍河上競技才是重要的事，二莊的恩怨也就暫隨那流水退消而去。現在也沒人真的介意比賽的勝負。因為他們覺得競渡的樂趣比面子還重要。實際上在這項具有傳統特色的競賽每每博得兩岸觀眾滿堂的喝采，並且成為全台灣注目的焦點。最大的贏家就是二龍村民和加油的觀眾。

## 事後謝神

### 謝神-龍船戲
龍舟競渡後，上庄淇武蘭將船扛回賴氏二房大埕龍船厝中；下庄洲仔尾將船送回下九房大埕前，二龍村民將附上神靈的龍舟，當成神一樣對待，在競渡完成後，會請龍舟看野台戲，酬謝神明，俗稱謝船或稱龍船戲，謝神完成後才代表今年祭典完成。

## 歷史事件

#### 2020-2022心冠肺炎疫情
二龍社區發展協會公告，配合政府防疫二龍競渡取消扒龍船競渡活動，唯保留傳統祭典及遊港儀式，祈求平安、風調雨順、國泰平安。

#### 2019因應少子化
環境改變因應少子化，上下庄值年爐主同意，開放外隊組隊並以遵循傳統方式參加二龍競渡。

#### 2014新二龍競渡龍舟
由於以往二龍競渡船隻大小不一致，造成紛爭不斷且因淇武蘭、洲仔尾兩個庄頭的龍舟船體已經老舊，林錫忠鄉長答應村民編列預算購買2艘新船約280萬，新龍舟試水儀式後，交二龍社區發展協會管理。龍舟全長11.9公尺，船寬1.93公尺。鄉公所於2014／5／18日上午10時，在二龍活動中心舉辦新造龍舟試水。鄉長林錫忠和兩庄頭村民一起試划龍舟。

#### 2014恢復由二龍村兩庄頭主辦二龍競渡
鄉公所同意2014年由二龍村兩庄頭主辦二龍競渡。2016／10／8週六下午7：00，於二龍社區活動中心，主席林錫忠鄉長，特別到社區關心開會討論，2017二龍競渡主、承辦單位會議。會議議程上再次說明：
1. 二龍社區發展協會為二龍競渡宜蘭縣政府登記在案之文化遺產保存團體。
2. 因2005年村民發起恢復傳統二龍競渡自救會，故2014年起即由二龍社區發展協會為主辦單位。

#### 2013鄉公所最後一次舉辦龍舟比賽
長榮鳳凰男女組雙冠王。舉辦第二次女子競渡長榮鳳凰隊vs二龍婦女隊。

#### 2012舉辦女子競渡
再次號稱打破傳統禁忌 女子組隊競划龍舟，長榮鳳凰隊vs二龍婦女隊。

#### 2011「兩岸非物質文化遺產論壇（台中場）」，文建會文化資產總管理處籌備處主辦，會議提出警告，撤銷礁溪二龍競渡無形文化資產
無形文化資產民俗類登錄現況研究
礁溪二龍競渡
礁溪二龍競渡，根據考證是由以前當地平埔族（噶瑪蘭人）所遺留的農暇娛樂活動演進而來，而噶瑪蘭人聚居淇武蘭港的考古紀錄，至少有三百年以上，在漢人不斷移入的過程中，二龍競渡也加入漢人的傳說和信仰，如屈原給皇帝吃鹽的傳說與龍船公鎮壓水域等，村民依照祖先留下來的歷史故事、道德觀念，口耳相傳，再配合環境生活的需要，演變為一套村人自己的歷史邏輯和風俗習慣。
二龍當地的龍舟賽稱為「競渡」而非「競賽」，係由於淇武蘭港河水洶湧，常發生水患及居民落水死亡事件，競渡的「渡」有「普度、超渡」之意。二龍村的龍舟競渡已由原先連比十二天，演變為一天，然對村民而言，競渡不是應景的節慶活動，而是嚴肅的宗教任務。礁溪二龍競渡最大特色在於不設裁判、船隻使用「鴨母船」、以跪姿划船、只敲鑼不擊鼓，且由淇武蘭與洲仔尾二村村民對抗競賽。礁溪二龍競渡雖登錄為無形文化資產，但近年來二龍競渡由礁溪鄉公所主辦，比賽規則比照一般龍舟競賽，設裁判、分名次，傳統二村對抗賽反而只進行三回合，形同「表演」型式，如依目前型式則宜蘭文化局應撤銷、廢止登錄。

#### 2005坐式非競渡用龍舟 打破2百多年禁忌 二龍競渡首次開放女性參加
礁溪鄉公所為擴大參與面，經時任張川田立委協助向體育委員會爭取經費新臺幣貳百萬元補助購置二艘龍舟，供一般民眾觀光體驗使用與原有祭典用龍舟作為區隔分別，2004年12月15日鄉公所訂購之兩艘長度、重量樣式相同座式，16划手加上講解員與舵手共18人，非競渡用龍舟，製作完成到貨舉辦下水儀式，贈送二龍村，號稱打破2百多年禁忌 二龍競渡首次開放女性參加。其實真正的傳統二龍競渡並未曾有女性參加。

#### 2005恢復傳統二龍競渡自救會
2023/06/22端午，當地文史工作者林宏吉說明此歷史事件如下。二龍社區發展協會 林錦賢、李輝龍、林清發…等31位耆老，內含林森枝，向礁溪鄉公所發出連署請求文，主要訴求有三點，一、招船VS槍聲：上下莊有一方主動邀請對方，先禮後兵競渡才開始。二、傳統的競渡方式：不設裁判、沒有鳴槍、由一方敲鑼先聲奪人，比賽便開始，若另一方覺得吃虧，便可要求重來，所以通常比賽要耗時許久，最後的輸贏都是非常接近，可看性十足，最後勝利由觀眾來評定，這種的競賽規則即是不認輸的精神。三、競渡的跑道：由現在的300米，改回以往的距離只有180米左右，短跑衝刺，充滿刺激性，使觀眾充滿著期待。總的來說就是，二龍競渡恢復以往傳統就對了！

#### 1980第一屆縣長杯扛龍船抗議事件
2017/06/08端午後，當地文史工作者林宏吉訪問村民，洲仔尾龍船掌舵手與龍船船身畫師賴湧聰口述記錄:說明點睛儀式是民國69年(1980)第一屆縣長杯才開始的，原排定下午優先傳統競渡之後，才繼續縣長杯賽事，但縣府主辦單位，表定1點交船，卻說明要延遲到3點，洲仔尾船直接划回下莊等扒傳統競渡，但上莊淇武蘭認為洲仔尾破壞縣長盃比賽，上莊淇武蘭搶旗手村民外號水雞，帶領淇武蘭船過來派出國中生小孩跟洲仔尾划，船直行未停止(口中說洲仔尾很喜歡扒，你們自己去扒)直接就去搶鎮港標，洲仔尾耆老長輩很生氣，覺得不被尊重，溝通不良，砍斷滕索，船划回去！把龍船扛上岸，不划了！只剩淇武蘭一艄用計時賽，把縣長杯冠軍賽ㄧ二名比完。
1980年官方縣長杯比賽，干涉二龍傳統競渡之後，引起村民抗龍船抗議事件，使村內吵架，上莊淇武蘭與下莊洲仔尾失和，為了面子賭氣之下，上下莊各自再多作一艘龍舟，各自划各自的（作的龍舟兩莊長度重量又不一樣，後期持續引發公平性小紛爭不斷，鄉公所為此新製2艘相同長度重量龍舟，交二龍社區發展協會使用保管），直到1986年經過5年才一起舉辦競渡，影響甚鉅。2005年恢復傳統二龍競渡自救會訴求文上再度提及此事件為例，要求官方，二龍傳統競渡有獨立競渡規則，勿以龍舟競賽規則干涉傳統競渡規則，兩者規則完全不一樣
。
回顧歷史可知淇武蘭、洲仔尾當時想法與執行立場不同，難以協調。淇武蘭頭人水雞，為協調人之一，無關對錯，各有道理。

#### 1976龍船與龍船厝遭颱風摧毀事件
早期二龍村所用的龍船，依據村民賴清泉的說法，是向二結方面租來的，俗稱「渡船仔」、「貨船仔」或「駁仔」的船隻，船身多為黑色，船頭漆成紅色，因而又稱「紅頭仔」，長約27台尺，宽約6至8台尺，深約3至3.5台尺，載重量約3,000台斤左右。1930年代的龍舟，依據李清蓮的記錄，為「長3丈餘，寬約4尺餘，高約2尺餘」，有划手16名。現在的龍舟更大，長10公尺，寬2.7公尺，大於冬山河比賽之龍舟尺寸，划手則有20名。二龍村上庄淇武蘭、下庄洲仔尾，平日兩庄的龍船都停放在龍船厝，1930年代的龍船厝為木造茅草頂的簡陋房舍，爐主每月初一、十五日都要到龍船厝點燭燒香，後來在1970年代後期，兩庄的龍船厝在一次颱風中都被摧毀，淇武蘭的龍船厝在1981年重建，而洲仔尾的龍船厝則在1985年重建，如今，兩庄的龍船都已住進鋼筋水泥的龍船厝。淇武蘭龍船厝和戲棚在一起，端午節當天龍舟競渡後，晚上就會演戲，淇武蘭的龍舟在比賽完後就安放進龍船厝，晚上龍舟可以在龍船厝中直接看戲，而洲仔尾的戲棚和龍船厝不在一起，所以就留在戲棚前看完戲後，再回龍船厝安放。

#### 1967礁溪分局長鳴槍競渡事件
2017/06/09端午後，當地文史工作者林宏吉訪問村民，林趖之侄林錫銘與村民賴智深口述記錄:禪述以前二龍競渡後上下莊常吵架，約在1967年左右，上莊淇武蘭搶旗手村民外號水雞在二龍競渡拜拜流水席喝酒之後，不知原因罵了下莊洲仔尾村民世民的爸爸，引起洲仔尾搶旗手村民臼興帶人拿傢伙去教訓。後來第二年，礁溪分局長說他要親自來鳴槍競渡，這是二龍競渡唯一鳴槍競渡的一次，輸的一方即說不比了，分局長鳴槍只比一趟即結束。往後數年端午都派有員警駐點。以前端午過後幾天，洲仔尾有些村人、小孩都會繞道村後的五股莊去礁溪街上，因為兩莊吵架分外眼紅。

#### 1965林趖將活動改為端午節舉行
因前述1958事件，為避免村民不再被警察拘留，民國五十四年（1965），由時任的村長林趖，將活動改為只在最重要的端午節當天舉行一天，並提出三個理由以用來說服長官與村民。

#### 1958舉辦二龍競渡船員全被捉進礁溪分局事件
李清林說，1958年左右 政府無故禁止舉辦群眾活動。二龍村上、下庄村民，經商量後，仍決定如期舉辦扒龍船，當日和礁溪分局員警發生拉扯，先是洲仔尾一艘船上的約二十五人被帶回分局，後來警方硬要當時擔任鄉民代表的林朝興將另一艘淇武蘭約二十五人交出，事情才平息。廖洪勝(2001,2月21日)(不是紀念屈原,二龍河龍舟賽是宗教民俗活動《聯合報》 18版宜蘭縣新聞。（林朝興的兒子在當軍人，為了競渡被判軍法）。戒嚴舉辦扒龍船多天，被認為不遵守規矩，參與扒龍船的村民全部被抓去警察局拘留。當年第五屆村長為林金渥、第五屆鄉民代表林朝興，上述林朝興第六屆時沒有再競選鄉民代表。

#### 1948二二八事件後
二龍競渡停辦6年。

## 宜蘭歇後語

### 二龍村扒龍船─看人幹譙
宜蘭俗語，描述早期外地人到二龍村看二龍競渡，二龍村上下兩莊村民，為了爭取二龍競渡獲勝，在競渡會場上吵架的情況。

## 解釋名詞
2011到2023年間，當地文史工作者林宏吉訪問當地二龍村長林素霞
，二龍社區發展協會總幹事林崇校與幹部林德相、賴湧聰、石順吉、蔡煥民、賴智深、林俊吉，林錫銘、前村長何政儒…等，並在社區line群組討論，共記錄60多項，二龍競渡相關解釋名詞如下，用於傳承與公共推廣。

#### 競渡
其「渡」有「普度」、「超度」含意。藉由「競渡」普度祈福活動，祈求來年風調雨順、國泰民安。

#### 扒龍船
漳州人稱划龍舟為扒龍船(台語)。

#### 淇武蘭
淇武蘭的名稱有不同說法，一說是來自噶瑪蘭語「彎彎的月亮」，二說是「水鳥聚集的地方」，是以葛瑪蘭語言所命名。此處有一沙洲半島，得子口溪水環繞此沙洲，上有良田與住家。所在地理位置古時二龍村內以舊二龍橋為界，舊二龍橋拆除後以北宜高速公路為界，以西往礁溪方向稱為淇武蘭。

#### 洲仔尾
洲仔尾此意指在淇武蘭沙洲末端以後的地方，淇武蘭港的下游沙洲末端之後由於河砂堆積造就一片新生地。淇武蘭港仔與番社港仔（武暖河）匯流處，即為沙洲末端。所在地理位置古時二龍村內以舊二龍橋為界，舊二龍橋拆除後以北宜高速公路為界，以東往海邊方向稱為洲仔尾。

#### 五股
因拓墾初期由塗萬、謝振老、邱角、李阿發、游東山等五人，出資開墾，因此取名五股，代表五人合資，合力進墾。位於淇武蘭港下游北岸，東至本村15-16鄰地方，北至山多利大飯店，本區地勢極低，海拔高度僅2.5公尺，時有淹水之苦，今設有五股抽水站。此區若有人參與扒龍船歸洲仔尾。

#### 三十九結
礁溪鄉誌記載，漳泉械鬥，泉州人分地三十九結。光復以前自成一庄，因為第三十九個拓墾分段數，故名。位於港仔尾西側，老一輩的長輩稱呼其為富貴城。此區若有人參與扒龍船歸淇武蘭。

#### 番社港仔
上游有很多番社的港仔。茅埔圳、武暖河、武暖大排說的都是它。淇武蘭、踏踏、馬僯、抵美、武暖、辛仔罕、高東…等上游葛瑪蘭社族人，沿河道往下遊，最後全部都會匯集到淇武蘭。此區歸屬洲仔尾龍船遊港水域。

#### 港仔尾
屬玉田村，番社港仔（武暖河)下游的末端至土地公廟，故名，再更下方為雙叉港仔。此區歸屬洲仔尾龍船遊港水域。

#### 雙叉港仔
北方上游為淇武蘭港仔，南方上游為番社港仔，下游為洲仔尾港仔，此匯流之處稱為雙叉港仔。2001年後因淇武蘭港仔截灣取直工程，在淇武蘭港仔南面，新增加了全新的截灣取直河道，截灣取直港仔。此處目前經改變變為三敆水
，此地同時為淇武蘭遺址發掘位置。此區截灣取直河道除外，其餘歸屬淇武蘭與洲仔尾龍船共同遊港的水域。

#### 淇武蘭港
古早得子口溪中游河道統稱為淇武蘭港。因當地為二龍村亦稱為二龍河，為橫貫二龍村之主要河流。除非要細分上下莊二龍競渡賽道，才會再分成上莊淇武蘭港仔，下莊洲仔尾港仔。當地耆老稱得子口溪為"港"，到河邊洗衣服台語要說成:去港漧阿洗杉。二龍競渡祭祀的河流。

#### 淇武蘭港 陰陽河
淇武蘭港仔與番社港仔（武暖河）匯流處，即雙叉港仔處，由於淇武蘭港較深綠清澈, 武暖河黃泥混濁,兩河匯流後形成南黃北綠之陰陽河奇景（颱風後更明顯）。此現象亦稱為雙龍搶珠，黃色水龍為武暖河，綠色火龍為淇武蘭港，其搶珠之中心點為目前淇武蘭遺址，此處兩側環水較易發生意外不適居民居住。p.s.目前此奇景與風水已於得子口溪截灣取直工程中消失，景色不復往昔，只能回憶。此區淇武蘭港上游歸屬淇武蘭、番社港仔上游則歸屬洲仔尾龍船遊港的水域。

#### 淇武蘭路
礁溪鄉誌記載，南北向省道中山路與東西向二龍村主道路淇武蘭路為當時礁溪最早的對外連通道路。
礁溪市街初期道路僅有南北向與東西向各1條，南北向道路為現在的中山路，當時已是6公尺寬之碎石路面，為本縣主要交通幹道，也是吳化率眾之行進路線。東西向為東門得子口至淇武蘭路，當時至東門口路寬為4公尺，東門口以東即為5、6台尺寬以內的羊腸小徑，可達二龍村，為二龍村之主要道路。二龍競渡活動舉辦之市集即在此路上。

#### 爐主
二龍競渡，淇武蘭莊（1～9鄰）與洲仔尾莊（10～16鄰），兩莊以鄰為單位，各自有值年鄰長爐主，需負責籌措緣金、舉辦龍舟祭典與下午競渡事宜。可謂2軍交戰，各自籌措糧草輜重。傳統上兩莊競渡前，各籌措事項會非常保密。

#### 龍船會
由於上下莊各自籌措且保密，但尚有許多公共事宜需協調，故由村長出面邀請上下莊爐主、年長耆老、士紳等開龍船會，共同商議有關競渡事宜、鎮港標製作、河道疏濬、插內外水道竹竿木樁標記、碼頭…等工作。

#### 龍船厝
二龍村村民專門建給龍舟住的房子，上莊淇武蘭、下莊洲仔尾各有一棟。

#### 龍船落崎
龍船落崎亦稱龍船路頭，二龍村村民專門建給龍舟下水與上岸的地方，上莊淇武蘭、下莊洲仔尾各有一處龍船落崎。

#### 龍船鑼（大鑼）
二龍村村民專門購置的大鑼，上書寫二龍村、二龍競渡、淇武蘭、洲仔尾、龍船鑼相關紅字。祭典廣場上敲大鑼以召集村民綁船仔、扛船仔…等工作，會使用它。大鑼音質低沉優美，能去邪淨化心靈，下水前敲龍船鑼大鑼能淨化龍舟，上莊淇武蘭、下莊洲仔尾各有一座。

#### 龍船鑼（手鑼）
二龍競渡從頭到尾，串連整個祭典的溝通工具，只要有龍舟都能看到它或聽到它的聲音。鑼上書寫二龍村、二龍競渡、淇武蘭、洲仔尾相關紅字。古時沒有手機通訊不佳，敲手鑼以召集村民綁船仔、扛船仔…等工作，下水、遊港、邀船、競渡都會使用它，村民聽到遊港鑼聲就表示，可以祭港了。

#### 綁船仔
龍舟絞船、勒肚、架尾舵、插順風旗、插艾草榕樹枝古阿紙的統稱。

#### 扛船仔
移動龍舟（下水、上岸、出入龍舟厝、龍舟修整搬移，龍舟遊行…）的統稱。

#### 絞船
由木龍骨、枷車索（藤索）、絞子組成，將龍舟船頭、船尾兩端拉緊，使龍舟首尾兩端翹起，在水中吃水不至過深。

#### 勒肚
避免絞船後，船身會凹折大肚子，每間隔80公分，左右兩側用電線或鋼索絞緊船肋與龍骨，藉以拉緊船身。

#### 插艾草榕樹枝古阿紙
請長者於船頭、船尾，四邊綁插艾草、榕樹枝和俗稱「古阿紙」的紙錢趨吉避凶。插榕樹枝是台灣道地端午民俗。

#### 枷車
龍舟絞船使用的藤索。全名為枷車索即指耕牛枷車裡枷擔連接後躂仔，所使用的麻繩形狀的藤索。有一種食物直接以形狀取名就叫枷車藤。

#### 絞子
亦稱絞仔，龍舟絞船時使用，約2尺的木棒，船頭船尾各一支，枷車索（藤索）套上木龍骨兩端的洞與船頭尾後，再用絞子一正一反方向絞緊。

#### 駁仔（紅頭仔）
清朝時期俗稱「渡船仔」（渡船）、「貨船仔」（貨船）或「駁仔」（駁船）的船隻，以黑色為主，船頭部分漆成紅色，故又稱「紅頭仔」，即紅頭船。二龍競渡使用的龍舟即為駁仔改裝。

#### 船桮
船槳，二龍競渡的龍舟有20對船槳，通常船上會多放一對備用槳。前後（頭搖、照搖、尾搖）的槳都需要用加長槳。

#### 尾桮
又稱尾桮、尾背、尾扒、尾槳、尾舵，形狀似加長版的船桮，長3米半
用枷車索（藤索）固定在船尾，競渡時可控制船方向。

#### 搶旗枕頭
二龍競渡奪標手專用的枕頭 墊跪在腳上，枕頭袋子為紅色，裙帶為綠色。

#### 粗糠跪包
二龍競渡槳手採跪姿，船上雙腳膝蓋需各自墊跪在粗糠(稻殼)包上，才會比較舒服，每個槳手位置2包，有20個位置，外袋洲仔尾為紅色、淇武蘭為綠色。現為了減輕重量內容物已改為保麗龍顆粒。

#### 水觳仔與海綿
船上進太多水時，用水杓子與海綿將水挖出去，舊時使用木製四方平頭特製龍船用水杓子。

#### 鴉母船
宜蘭河川遍佈，但河道較淺，舊時船運較陸運方便，用於趕鴨與運輸的小船。二龍競渡時插旗的小船，易翻覆。

#### 龍船公/龍船婆
2017/06/08端午後，當地文史工作者林宏吉訪問村民，洲仔尾龍船掌舵手與龍船船身畫師賴湧聰口述記錄:說明耆老阿來叔公說洲仔尾的船肚大又寬，船頭柔順所以笑稱是母船，淇武蘭船肚較窄小，船頭較仰角，所以稱船公。龍船公/龍船婆是以船的形式大小去分別的，淇武蘭的船小而輕所以稱公船，洲仔尾的船肚大而重所以稱母船，龍船公/龍船婆是，下莊洲仔尾對龍舟神靈的統稱。
洲仔尾祭拜龍舟（龍船公、龍船婆），1984年黃麗雲調查時把此段過程稱為迎龍神），而林趖的說法是龍船公居船頭，龍船婆居船尾。

#### 祭港普度請神
龍舟競渡是一種祭港普度，洲仔尾由爐主決定祭典當日是否邀請洲仔尾古公三王(防番之神)、協天廟關聖帝君、六結鐵支路下土地公、玉田村慈天宮媽祖、謝府元帥（龍峰頭林守護神）、五顯大帝（龍峰頭林守護神）...等神明前來觀禮需為單數。若有邀請神明，需先去迎請觀禮神明。神明壇貼紅紙 （左）神安人安合境平安、（右）天泰地泰三陽開泰 （中 垂直寫）合境平安。

#### 洲仔尾王公
古時醫藥不發達，下莊洲仔尾組織王公會，供奉古公三王，問事、抓藥帖，莊內民國80左右仍有起轎問事，並傳承問事方法。洲仔尾王公會年代久遠，已不可考，是洲仔尾內部最古老的神明會。二龍競渡時洲仔尾爐主會邀請王公坐鎮觀禮。

#### 老大公
二龍村以往並無此名詞，耆老們僅知道祖先傳承了祭拜淇武蘭港內的神靈祖靈，神靈並無形象也不知道如何去闡述祂。直到民國90年後面對媒體逐漸以老大公稱呼祂。老大公名稱來源於基隆老大公廟，代表祭拜先人。跟基隆老大公廟不同的是，二龍村所述的老大公代表祭拜河內的先人與神靈故內含有一絲親情。

#### 緣金
古代宗教信仰活動時，捐獻收費的方式，各戶依人口徵收丁口錢，有時也依照田地大小徵收田甲錢。二龍競渡是一種祭港信仰儀式，故有收龍船緣金。

#### 拜龍船
淇武蘭莊，至下水處引河神，神靈(老大公)附船身，祭拜；洲仔尾莊，祭拜龍船公/龍船婆。

#### 拜港墘
祭江（國語）、祭港（台語）、拜港墘（台語，二龍村民使用的名詞），是一種水邊祈福祭拜儀式，人們會在江港岸邊擺上香案，供奉江港河裡的神靈。人們用這種方式祈求來年平安。

#### 淨香
男丁持淨香，船頭船尾繞一圈，潔淨龍舟。

#### 遊港
划龍船到水域內淨化河道。上下莊划往各自的區域，淇武蘭的船划往「三民村」方向，洲仔尾的船則往「時潮村」方向。

#### 獻紙頭
遊港時會同時獻紙頭，遇出事地點、橋、水門、涵洞往天空拋開散落給神靈(老大公)，祈求河裡的神靈(老大公)保佑村莊平安。開港路時上下莊各拋開獻紙頭一份，以祈求競渡人員平安。

#### 紙頭
紙頭是用十二張巾衣包裹二支小銀，逢閏年則用十三張巾衣，代表河裡的神靈(老大公)每月都有衣衫可供更換（例：2013年閏二月，使用十三張巾衣）。上下莊紙頭包法不一樣，淇武蘭先以6張巾衣卷起二支小銀後，再以另六張巾衣卷成望遠鏡筒形，用橡皮筋綁在一起；洲仔尾將巾衣垂直攤開拉長擺放，包裹二支小銀直接卷起來，再以橡皮筋綁在一起。兩莊均力求紙頭往天空拋開時能盡量散開。

#### 開港路
主隊讓客隊優先選水道，客隊選完水道後，回到競渡起點，敲鑼點燃長串鞭炮，一路划向終點，搶旗手邊敲鑼一路向空中獻紙頭(一份)；主隊在另一水道也同樣進行敲鑼、燃炮、獻紙頭一份，潔淨賽道，祈求人員平安。

#### 鎮港標
標旗上寫有龍舟競渡四個大字、農曆年月日吉旦、礁溪鄉二龍村淇武蘭（洲仔尾）莊民一同敬獻，掛上獻給河裡的神靈(老大公)的用品，過去多包括香菸一整條、毛巾、摺扇，現今則增加蜜粉（椪粉)、鏡子、梳子等女性用品。近年上下莊爐主則各準備二份供品，供頭二趟標旗使用，第三趟以後則無。二龍競渡先搶到鎮港標為勝。有店家漁船等請求鎮港標回去，祈求平安順利，發大財。

#### 尾後送
二龍競渡龍舟船尾上插的旗子，從船尾往船頭看，左插風調雨順青龍邊、右插國泰民安白虎邊，亦稱做順風旗，特別強調得先插風調雨順旗，當地人認為求順風旗回去，可以保佑牲畜。

#### 邀船
值年莊划龍舟至另一莊龍船落崎處不斷鳴鑼表示邀請；另一莊則斟酌對方去年的表現來選擇爽快鳴鑼答應或慢慢吞吞鳴鑼予以怠慢甚至刁難，再前往值年莊水域比賽。

#### 船位名（龍舟人員位置名稱）
搶旗阿等於奪標手（頭鑼）、頭搖等於船右首位槳手、正搖等於頭搖後方的槳手、照搖等於船左首位槳手、左搖等於照搖後方的槳手、尾搖等於左搖最後方的槳手、尾扒等於舵手，一艘船搶旗阿一位加上尾扒一位加上划手二十位，總共二十二位。

#### 跤巾
二龍競渡競賽時給選手綁的腰巾，亦稱為腳巾，淇武蘭為綠色、洲仔尾為紅色。早期漢人練武的習俗，傳入洲仔尾金獅團後，再由村民傳入二龍競渡，使用時在腰際間綁著長布條，可幫助提氣，振奮精神，減少岔氣等運動傷害。跤巾目前仍有許多傳統陣頭使用，尤其以金獅團、宋江陣使用最多。

#### 引鑼
二龍競渡的競賽規則，一方先敲鑼為邀請競賽，一方後敲鑼（應鑼）為答應競賽，兩方都敲鑼了，就一定得豁出去，看誰先搶到鎮港標為勝，此時若停止敲鑼，便是輸不起，也是在鄉親父老面前丟臉。若只有一方敲鑼，另一方不敲鑼，即為不同意競賽，就得重來。

#### 大索與尾索
古時港小水流大，船常流走，大約起點綁有一條粗直徑6公分、橫跨兩岸，被稱為大索的麻繩。兩艘龍舟的尾端都有一條約直徑1公分、長15公尺，被稱為尾索的麻繩。一端綑牢龍舟尾部，另一端由尾搖執握，船至起點時尾搖執尾索勾住大索，使等待競賽的龍舟不被水流帶走。

#### 揪尾索
二龍競渡的專有技巧，原理是由尾搖執尾索勾住大索，先綁住船，船被水流帶動往下游，加上人員往前持續奮力划動，由於船被綁住，若此時趁機放尾索，船會有突然往前的力道。如此一來，對方的船身就算已划出三、四公尺，甚至一整個船身時，只要尾搖看準時機將尾索一放，船便如箭射出那樣超越對方。

#### 催尾櫃
二龍競渡的專有技巧，揪尾索完成後，尾搖會趕緊收繩。若此時他認為大有贏面，右手馬上會拿起粗6公分的圓木敲擊船身，發出孔似鼓般的聲響(催尾櫃)配合鑼聲鏘現場孔鏘聲不斷，鼓舞其他槳手奮勇向前，獲勝的希望也就高了。

#### 撞大索
二龍競渡的專有技巧，龍舟回起點大索時，用船尾直接去撞大索，船會被被大索反彈衝出。
這也是一種「揪尾索」反制技巧，對方正實施揪尾索技巧時，對方的龍舟會被大索後拉，失去先機。但另一艄撞大索的船已反彈衝出，技巧轉換間，非常精彩。

#### 尚尾背
尚尾桮、尚尾背、相尾扒、押尾槳都是說它，是一種二龍競渡專有技巧，藉由尾舵的甩押增加龍舟速度的技巧，需要有高超的掌舵技術，否則速度沒甩起來船就歪了。

#### 謝船
謝船或稱龍船戲，謝神完成後才代表今年祭典完成。

## 外部連結
- 二龍村龍舟競渡
- 礁溪鄉二龍競渡（页面存档备份，存于）
- 宜蘭縣社區日曆 二龍村（页面存档备份，存于）
- 二龍村龍舟競渡——文化部文化資產局 （页面存档备份，存于）